# 黄紫昌
黄紫昌（1997年4月4日—），中国足球运动员，出生于福建省莆田市，现效力于中超联赛球队河南嵩山龙门。

## 俱乐部生涯

### 江苏苏宁
2017年，黄紫昌被时任江苏苏宁主教练崔龙洙提拔至一线队。2018年3月4日，黄紫昌在客场3–1击败贵州恒丰的中超联赛中首发出场，完成了自己的职业队首秀，且攻入一粒进球。他的亮眼表现引发了各方关注。当赛季黄紫昌作为 U23 球员各项赛事共为球队出场22次，同时交出了5球4助攻的完美答卷。凭借十分惊艳的表现，黄紫昌荣获2018赛季中超联赛最佳新人奖，并入选年度最佳阵容。
2019-2020 赛季，黄紫昌共为球队出战19次，并跟随江苏队获得2020赛季中超联赛冠军以及足协杯亚军。

### 武汉
2021年4月9日，武汉足球俱乐部官宣黄紫昌正式加盟。

### 河南嵩山龙门
2022年4月，黄紫昌转会河南嵩山龙门。

## 荣誉

### 俱乐部
江苏苏宁
- 中国足球超级联赛 冠军：2020

### 个人
- 中国足球超级联赛最佳新人奖：2018
- 中国足球超级联赛最佳阵容：2018